# Grafschaft Rodez

Provinzen Frankreichs (1477). Rodez zentral im Süden, in dunklem Grün.

Die Grafschaft Rodez war ein Lehen innerhalb der Grafschaft Rouergue im heutigen Département Aveyron; ihre Hauptstadt war Rodez.
Sie wurde gebildet, als Raimund von Saint-Gilles, Graf von Rouergue, zum Kreuzzug aufbrach und zuvor Richard, einen Sohn des Vizegrafen von Millau, zum Herren über die Unterstadt von Rodez, genannt le Bourg (im Gegensatz zur Cité, der Oberstadt, die im Besitz des Bischofs war), und einige Burgen im Umland machte. Aus dieser Entscheidung entwickelte sich recht schnell die Grafschaft Rodez.

## Grafen von Rodez

### Haus Millau
- Richard von Millau
- Hugo I. (1090–1159), dessen Sohn, ⚭ Ermengarde de Creyssels
- Hugo II. (1135–1208), dessen Sohn, ⚭ Bertrande d'Amalon
- Heinrich I. (Algayette de Scorailles), dessen Sohn, ⚭ Ermengarde de Creyssels
- Hugo IV. (* 1212), dessen Sohn
- Heinrich II. (1236–1304), dessen Sohn, ⚭ Mascarose de Comminges (Haus Comminges)
- Cécile († 1313), dessen Tochter, ⚭ Bernard VI. Graf von Armagnac (Haus Lomagne)

### Haus Lomagne
- Jean I. le Bon (der Gute), deren Sohn, Graf von Armagnac und Rodez, (1311 – 1373).
- Jean II., genannt le Gras (der Fette) oder le Bossu (der Bucklige), Graf von Armagnac und Rodez, († 1384).
- Jean III., Graf von Armagnac und Rodez, († 1391).
- Bernard VII., Graf von Armagnac und Rodez, Graf von Charolais und Connétable von Frankreich, (um 1360 – 1418).
- Jean IV., Graf von Armagnac und Rodez, (1396 – 1450).
- Jean V., Graf von Armagnac und Rodez, Vizegraf von Lomagne, (1420 – 1473).
- Karl, Graf von Armagnac und Rodez, (1425 – 1497).

### Haus Valois-Alençon
- Karl IV., Herzog von Alençon, Graf von Le Perche, dessen Großneffe, † 1525
- Margarete von Navarra, dessen Witwe, † 1549

### Haus Albret
- Heinrich II. (Henri III. d'Albret) König von Navarra, Nachkomme der Anne d'Armagnac, Tochter des Connétable Bernard d'Armagnac, und seine Ehefrau Margarete von Navarra; sie wurden am 16. Juli 1535 in der Kathedrale von Rodez durch den Erzbischof Georges d’Armagnac gekrönt.
- Jeanne d'Albret, deren Tochter, Ehefrau von Anton von Bourbon, Herzog von Vendôme, Königin von Navarra und Gräfin von Rodez 1555.

### Bourbonen
- Heinrich von Bourbon, deren Sohn, und 1572 deren Nachfolger; König von Navarra als Heinrich III., König von Frankreich als Heinrich IV.

Heinrich vereinigte die Grafschaft Rodez ebenso wie die übrigen Besitzungen der Grafen von Armagnac mit der Krone. Dies nahm der Bischof von Rodez, der sich die Gemeinde Rodez mit den Grafen teilte (der Bischof war Herr der Cité, der Oberstadt, der Graf Herr der Bourg, der Unterstadt), zum Anlass, sich zum Grafen von Rodez zu ernennen.